# Коновод
Коновод — деревня в городском округе город Шахунья Нижегородской области. Население 3 (2010) человека

## Общая физико-географическая характеристика
Географическое положение
По автомобильным дорогам расстояние до областного центра города Нижнего Новгорода составляет 260 км, до административного центра города Шахунья — 13 км.
Часовой пояс
Коновод, как и вся Нижегородская область, находится в часовой зоне МСК (московское время). Смещение применяемого времени относительно UTC составляет +3:00.

## История
До 1 ноября 2011 года входила в состав ныне упразднённого Акатовского сельсовета.

## Население
| 1999 | 2002 | 2010 |
| ---- | ---- | ---- |
| 25   | ↘18  | ↘3   |

Национальный состав
Согласно результатам переписи 2002 года, в национальной структуре населения русские составляли 100 % из 18 человек.

## Инфраструктура
Было развито разведение страусов, действовало ООО «Нижегородский страус» 

## Транспорт
Деревня доступна по просёлочным дорогам и по Горьковской железной дороге. Ближайшая железнодорожная станция — Зубанья — находится примерно в 3 км на север в посёлке железнодорожной станции Зубанья.